# 沙西尼
沙西尼（法語：Chassigny，法語發音：[ʃasiɲi]）是法国上马恩省的一个市镇，属于朗格勒区。

## 地理
沙西尼（47°42'42"N, 5°22'44"E）面积15.89 平方千米，位于法国大東部大區上马恩省，该省份为法国东北部内陆省份，北起马恩省和默兹省，西接奥布省，西南接科多尔省，东南接上索恩省，东临孚日省。
与沙西尼接壤的市镇（或旧市镇、城区）包括：大厄耶、马村、圣布鲁万勒布瓦、维勒居西安勒拉克、多马里安。

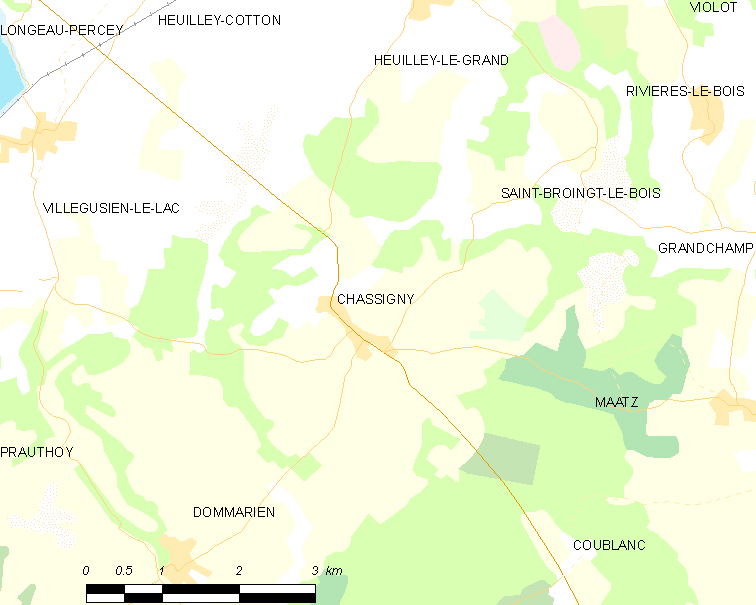
沙西尼的OSM定位图

沙西尼的时区为UTC+01:00、UTC+02:00（夏令时）。

## 行政
沙西尼的邮政编码为52190，INSEE市镇编码为52113。

## 政治
沙西尼所属的省级选区为维勒居西安勒拉克县。

## 人口

1962-2008年间沙西尼人口变化图示

沙西尼于2022年1月1日时的人口数量为246人。